# Mare
Mare – rzeka we Francji, przepływająca przez tereny departamentów Puy-de-Dôme oraz Loara, o długości 46,9 km. Stanowi lewy dopływ rzeki Loary.